# 新田信昭
新田 信昭（にった のぶあき、1947年2月23日 - ）は、日本の経営者。阪急百貨店社長、阪急阪神百貨店社長を務めた。大阪府出身。

## 経歴・人物
1970年に関西学院大学経済学部を卒業し、同年に阪急百貨店に入社。1999年に取締役に就任し、2003年に専務執行役員を経て、2005年4月に社長に就任した。阪神百貨店との経営統合に伴い、2007年10月から2012年3月までに阪急阪神百貨店社長を務めた。